# Асерос, Херман
Хе́рман Асе́рос Буэ́нос (исп. Germán Aceros Buenos; 30 сентября 1938, Букараманга — 29 октября 2018, Флоридабланка, Сантандер) — колумбийский футболист и футбольный тренер, играл на позиции нападающего. Участник чемпионата мира по футболу 1962 года.

## Биография

### Клубная карьера
Асерос начал игровую карьеру в «Атлетико Букараманга», в котором он отыграл пять сезонов.
Затем он играл за титулованные клубы страны — «Депортиво Кали», «Индепендьенте Медельин» и «Мильонариос». В 1968 году вернулся в «Атлетико Букараманга», в котором отыграл два сезона. В последующие годы Асерос играл за «Депортиво Перейра» и «Реал Картахена», в котором в 1971 году завершил игровую карьеру.

### Карьера в сборной
В составе сборной Колумбии играл на чемпионате мира по футболу 1962 года, на котором сыграл в трёх матчах группового этапа, а в матче со сборной СССР забил гол; матч закончился со счётом 4:4. По итогам турнира колумбийцы не смогли преодолеть групповой этап.
Принимал участие на чемпионате Южной Америки 1963 года, на котором колумбийцы заняли последнее место и не смогли побороться за медали. Всего за сборную Колумбии сыграл 8 матчей, в которых забил три гола.

### Смерть
Скончался 29 октября 2018 года в Флоридабланке в возрасте 80 лет.